# Festival Internacional de Cine Independiente de Elche
El Festival Internacional de Cine Independiente de Elche es un encuentro cultural que se celebra en la ciudad de Elche, (provincia de Alicante, España) donde se exponen los mejores cortometrajes realizados durante el año anterior de la esfera nacional e internacional. Las proyecciones son al aire libre y se desarrollan simultáneamente en el Hort del Xocolater, huerto del palmeral histórico de la ciudad y en una de las playas ilicitanas de Arenales del Sol. Este festival, en su trigésima edición, es un referente mundial entre las muestras de cortometrajes.
Es uno de los festivales de cortos con más prestigio y antigüedad del país y, no en vano, ha recibido en esta edición (2007) más de 700 cortos a concurso, de más de cuarenta países y los cinco continentes, de los que se han seleccionado 93 para su proyección, en el hort del Xocolater.
Está patrocinado desde sus inicios por la Caja Mediterráneo.